# Зимовий театр (Дніпро)
Зимовий театр (Дніпровський академічний театр драми і комедії) — пам'ятка архітектури національного значення. Побудований у 1906—1907 роках за проектом архітектора Ф. Ф. Булацеля. Знаходиться за адресою: Дніпро, просп. Яворницького, 97.

## Історія
До початку ХХ ст. у Катеринославі не було справжнього стаціонарного театру, розрахованого на будь-яку пору року.
Існували пристосовані примітивні дерев'яні театральні будинки на Базарній площі та в міському саду. Орендувалися також кам'яні будівлі купців — Копилова на Мостовій вулиці та Луцького на Гостинній і т. ін. На сценах цих театрів давали вистави мандрівні провінційні трупи.
Перший постійний театр у Катеринославі, який назвали Новим Зимовим, було споруджено у 1906—1907 рр. на Катерининському проспекті (пізніше — К. Маркса, нині — Яворницького) за проектом у стилі «модерн» губернського архітектора Ф. Ф. Булацеля.
У ті часи нарешті з'явилося єдине приміщення на 1200 місць, яке відповідало своєму призначенню. Воно мало велику сцену, просторий партер, чотири яруси для лож, фоє на кожному поверсі.
До 1917 року в Зимовому театрі з великим успіхом виступали Ф. Шаляпін, Л. Собінов, А. Нежданова, В.Комісаржевська та інш. Саме в цьому театрі виникла перша міська стаціонарна театральна трупа під керівництвом Є. Бєляєва.
17-19 березня 1918 р. в приміщенні Зимового театру відбувся ІІ Всеукраїнський з'їзд Рад, який проголосив Україну Радянською республікою. В 1926 р. в цьому театрі окружний з'їзд Рад прийняв пропозицію про перейменування міста Катеринослава на Дніпропетровськ. В театрі часто виступали діячі революції: Г. І. Петровський, Г. К. Орджонікідзе, М. І. Калінін, К. Є. Ворошилов, Ф. А. Артем та інші. Після революції театру було присвоєно ім'я А. В. Луначарського.
З 1931 по 1941 р.р. у Зимовому театрі містився театр опери і балету, керівником і головним режисером якого був народний артист УРСР М. П. Стефанович, який пізніше очолив київську оперу, а балетмейстером — народний артист СРСР П. П. Вірський.
Перед війною 1941—1945 рр. театр було реконструйовано за проектом архітектора О. Л. Красносельського. Він набув більш класичних форм, його фасад прикрасили колони, пілястри та скульптурні зображення муз мистецтва.
В роки Другої світової війни будівля театру була замінована і підірвана гітлерівцями при відступі з міста. У відбудованому після війни (за проектом архітектора М. Г. Клєбанова) театрі спочатку містився Палац культури будівельників, а з 1958 р. — Дніпропетровський російський драматичний театр ім. Горького (з грудня 2016 р. — Дніпровський академічний театр драми і комедії).